# Edingale
Edingale – wieś w Anglii, w hrabstwie Staffordshire, w dystrykcie Lichfield. Leży 32 km na wschód od miasta Stafford i 171 km na północny zachód od Londynu. W 2001 miejscowość liczyła 598 mieszkańców.